# Into Fat Air
Into Fat Air (titulado Encimados en Latinoamérica y Gordo a la cima en España) es el primer episodio de la Undécima temporada de la serie animada Padre de Familia. Fue transmitido originalmente el 30 de septiembre de 2012 en Estados Unidos en la cadena Fox. Y se trata a la Familia Griffin Cenando con el antiguo novio de Lois, y escalan el Monte Everest.
El episodio fue escrito por Alec Sulkin y dirigido por Joseph Lee."Into Fat Air" recibió críticas mixtas por críticos de televisión debido a su guion y las referencias culturales.De acuerdo a Nielsen ratings, fue visto en 6.55 Millones de hogares en su estreno original.El episodio contó con las actuaciones especiales de Elizabeth Banks y Martin Spanjers, junto con varios actores de voz recurrentes en la serie.

## Trama
Cuando Lois le dice a Peter que tendrá una cena con su antiguo novio Ross Fishman (quién tuvo aparición en el episodio Stuck Together, Torn Apart), Su esposa Pam y su hijo Ben, Peter se angustia.
Cuando Ross presume a los Griffin de sus vacaciones familiares y que tienen planeado escalar el Monte Everest, Peter decide que el junto con su familia también escalaran el monte, Cuando regresan a casa, Peter le pide a Lois una excusa, pero Lois está enfadada con la actitud presumida de Fishman, y propone que ellos también deberían escalar.
Llegando a Nepal, los Griffin encuentran a los Fishman quienes están sorprendidos de que hayan viajado hacia el lugar.Mientras escalan los griffin se dan cuenta de que van adelante que los fishman Pero cuando llegan a la cima, descubren que los fishman llegaron ahí antes que ellos e incluso empezaron su camino de regreso, Las cosas desaparecen cuando se quedan atascados en las montañas, en medio de una tormenta masiva.Muerto de hambre después de que Peter confundió mezcla del rastro de una mixtape, se encuentran con el cadáver congelado de Ben y deciden comer para sobrevivir después de que Peter le arrancará el brazo. en el camino se encuentran a los Fishman quienes están buscando a Su hijo Ben, y se dirigen a su campamento, pero Lois observa las nubes de tormenta, y decide ir junto con su familia para auxiliar a los fishman. Mientras van tras ellos descubren que están inconscientes en una grieta y envían a Peter con una cuerda para rescatarlos. De regreso a la base de campamento un Helicóptero se encarga de auxiliar a Ross y pam, mientras son transportados en un avión Peter casualmente revela que se comieron a su hijo.

## Producción y desarrollo

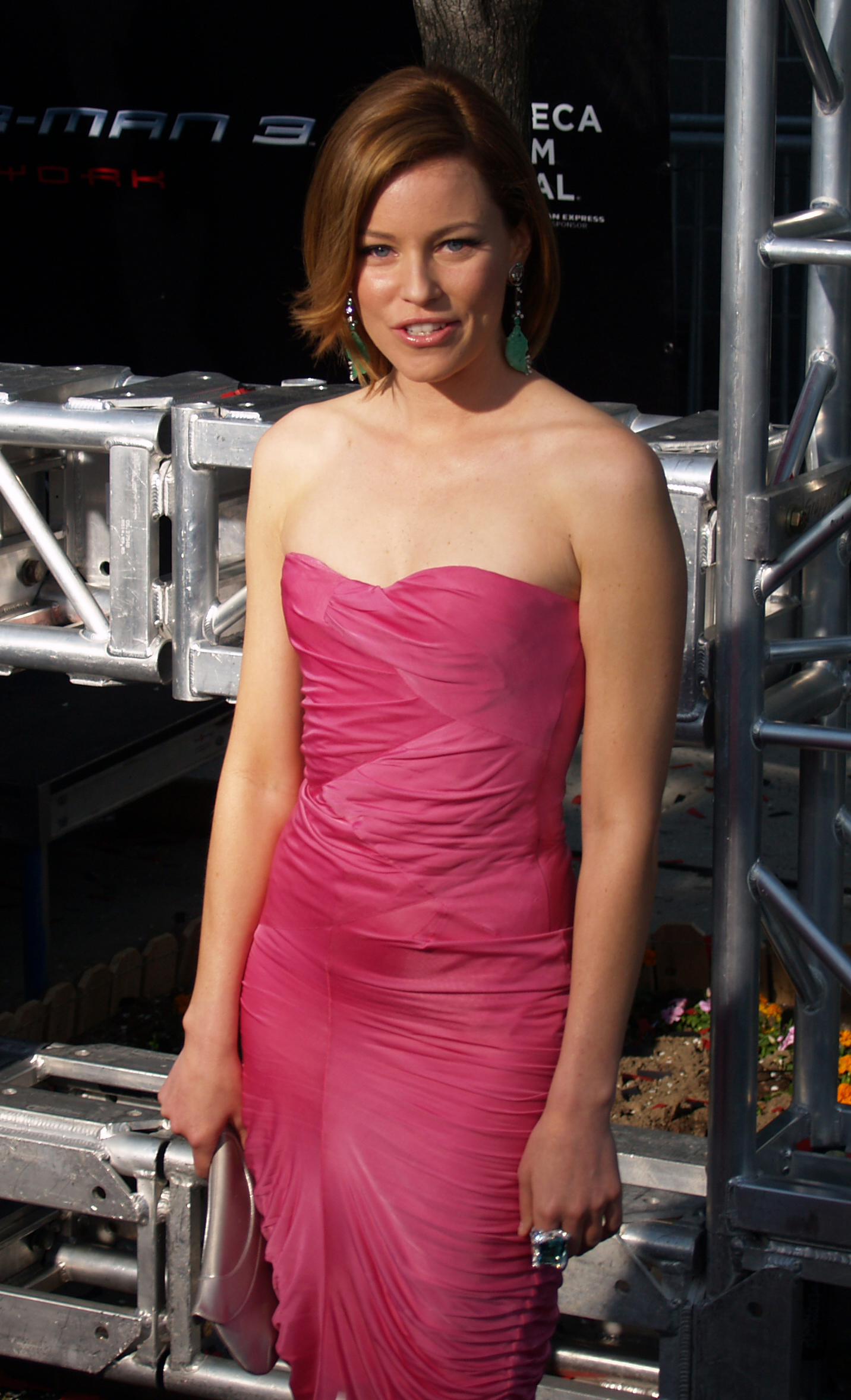
Elizabeth Banks quien interpretó a Pam Fishman.

El episodio fue escrito por Alec Sulkin y dirigido por Joseph Lee. Steve Callaghan, Mark Hentemann, Danny Smith, Alec Sulkin y Wellesley Wild fueron los productores ejecutivos, mientras que James Purdum, Dominic Bianchi como los directores de supervisión.
Tuvo la participación de Elizabeth Banks y Martin Spanjers junto con el reparto regular de la serie.

## Recepción

### Audiencia
"Into Fat Air" fue transmitido el 30 de septiembre de 2012, como parte de la noche animada en Fox fue precedida por el capítulo de inicio de temporada de Los Simpson ("Moonshine River") y por la serie creada por Seth MacFarlane American Dad ("Love, AD Style"). Según los Nielsen Ratings fue visto por 6,55 millones de televidentes.

### Recepción crítica
El episodio recibió críticas mixtas.
Kevin McFarland de The A.V. Club dio al episodio una calificación de "C".
Carter Doston de TV Fanatic dio al episodio un 3.3/5.